# Store Jyndevad
Store Jyndevad er en landsby, der ligger i Burkal Sogn mellem byerne Tønder og Tinglev.
Der er et vandrehjem ved krydset i den vestlige ende af byen.
DMI har siden 1920 haft en målestation af samme navn i nærheden (ved Broderup i 15 meters højde, 54°54′N 9°08′Ø ), som ofte sætter rekord for en sommerdag hvis vinden kommer fra syd eller sydøst.